# Nikolai Ivanovich Vavilov
Nikolai Ivanovich Vavilov (tiếng Nga: Николай Иванович Вавилов) (25/11/1887 – 26/1/1943) là một nhà thực vật học và nhà di truyền học nổi tiếng của Nga và Liên Xô, được biết đến nhiều nhất vì đã nhận dạng ra các trung tâm nguồn gốc của các loại cây trồng. Ông dành cả cuộc đời mình cho việc nghiên cứu và cải thiện lúa mì, ngô và các loại cây lương thực khác, góp phần vào việc cải thiện và tăng năng suất các giống cây trồng.

## Tiểu sử
Nikolai Ivanovich Vavilov sinh ra trong một gia đình thương nhân giàu có làm nghề buôn bán giày dép tại Moskva. Cha ông là đại biểu duma thành phố Moskva. Ông là anh trai của nhà vật lý Xô viết nổi tiếng Sergey Ivanovich Vavilov (1891-1951).
Ông tốt nghiệp Đại học Nông nghiệp Petrovsky (nay là Đại học Nông nghiệp quốc gia Nga mang tên K.A. Timiryazev) năm 1911 với luận văn về ốc sên như là một loại dịch hại. Từ năm 1911 tới năm 1912, ông làm việc tại Phòng thực vật học ứng dụng và tại Phòng nấm học và bệnh học thực vật. Từ 1913 tới 1914 ông sang Tây Âu và nghiên cứu miễn dịch học thực vật, cộng tác với nhà sinh học người Anh William Bateson (1861-1926), người sáng lập ra ngành di truyền học, ở Đại học Cambridge. Từ 1917 tới 1921, ông là giáo sư tại khoa Nông học Đại học Saratov.
Năm 1919, ông sáng tạo ra học thuyết về miễn dịch học thực vật. Năm 1920, ông lập ra công thức cho quy luật các dãy đồng đẳng trong đột biến di truyền. Khoảng giữa năm 1920, ông kết bạn với một nông dân trẻ tuổi là Trofim Denisovich Lysenko (1898-1976), người sau này là nguồn gốc dẫn tới cái chết thương tâm của ông. Từ 1921 tới 1924, ông là chủ nhiệm bộ môn thực vật học ứng dụng và chọn giống tại Leningrad. Trong năm 1924, bộ môn này được tổ chức lại thành Viện Thực vật học ứng dụng và các giống cây trồng mới Liên Xô và tới năm 1930 thì viện này đổi tên thành Viện trồng trọt Liên Xô (VIR). Ông là giám đốc viện này từ khi ra đời tới tháng 8 năm 1940. Năm 1923, ông được bầu là viện sĩ thông tấn Viện Hàn lâm khoa học Liên Xô (AN) thuộc bộ phận các khoa học toán lý (nhóm sinh học). Năm 1926, được tặng thưởng huân chương mang tên V. I. Lenin. Năm 1928, ông được bầu là viện sĩ Viện Hàn lâm khoa học Liên Xô thuộc bộ phận các khoa học toán-lý (nhóm thực vật học).
Từ 1930 tới 1933 là người đứng đầu Phòng thí nghiệm di truyền học của AN tại Moskva. Từ 1931 tới 1940 là chủ tịch Hiệp hội địa lý Liên Xô. Từ 1933 tới 1940 đứng đầu Viện di truyền học của AN (thành lập trên cơ sở Phòng thí nghiệm di truyền học cũ). Năm 1940, bị bắt theo tố giác. Năm 1943, chết tại nhà tù do viêm phổi và suy dinh dưỡng.

## Vinh danh
Viện Hàn lâm Khoa học Liên Xô đã thành lập giải thưởng (năm 1965) và huy chương vàng (năm 1968) mang tên ông.
Tại Saratov, năm 1969, người ta đã lấy tên ông đặt cho một đường phố, gọi là đường Vavilov. Năm 1997, ở đầu đường Vavilov đã dựng lên tượng đài kỷ niệm Nikolai Ivanovich Vavilov. Tại Sankt Peterburg cũng có đường phố mang tên anh em nhà Vavilov. Tại Moskva và Lipetsk cũng có đường phố mang tên Vavilov, nhưng là để ghi công em trai ông (Sergey Ivanovich Vavilov).
Tiểu hành tinh, 2862 Vavilov, do nhà thiên văn Liên Xô là Nikolai Stepanovich Chernykh phát hiện năm 1977 được đặt tên theo họ của ông và em trai ông là Sergey Ivanovich Vavilov. Hố va chạm Vavilov trên Mặt tối của Mặt Trăng cũng được đặt tên theo họ của ông và em trai ông từ năm 1970. Tên tuổi ông cũng được nhắc tới trong bài hát When The War Came thuộc album The Crane Wife của nhóm Decemberists.

## Hoạt động
Trong khi phát triển học thuyết của mình về các trung tâm nguồn gốc giống cây trồng, Vavilov đã tổ chức một loạt các chuyến khảo sát nông học-thực vật học. Vavilov được coi là một trong những nhà địa lý thực vật tiên phong nhất thời kỳ đó. Để khảo sát các trung tâm nông nghiệp lớn tại Nga và ở ngoại quốc, Vavilov đã tổ chức và tham gia trong 110 cuộc sưu tập. Các chuyến khảo sát chính của ông diễn ra tại Iran (1916), Hoa Kỳ, Trung và Nam Mỹ (1921, 1930, 1932), Địa Trung Hải và Ethiopia (1926-1927). Ông đã được trao huy chương vàng N.M.Przhevalskii của Hiệp hội địa lý Nga cho cuộc khảo sát tới Afghanistan năm 1924.. Ông thu thập hạt giống từ mọi nơi ông đến, và tạo ra tại Leningrad bộ sưu tập lớn nhất thế giới về hạt thực vật. Ngân hàng hạt này đã được bảo vệ một cách diệu kỳ ngay cả trong thời kỳ vây hãm Leningrad kéo dài 28 tháng, mặc dù bị đói nhưng các cộng sự của Vavilov đã chịu chết đói để bảo vệ các kho hạt có thể ăn được này. Vavilov cũng đưa ra công thức cho quy luật dãy đồng đẳng trong đột biến di truyền.
Ông là thành viên của Xô viết tối cao Liên Xô, chủ tịch Hiệp hội địa lý Liên Xô và là người nhận huân chương Lenin. Trong phần lớn sự nghiệp của mình, Vavilov đã được hỗ trợ rất nhiều từ người phó của mình là Georgy Balabajev.
Vavilov nhiều lần phê phán các khái niệm phi-Mendel của Trofim Denisovich Lysenko. Kết quả là Vavilov đã bị bắt ngày 2 tháng 8 năm 1942 và chết trong tù vì thiếu dinh dưỡng đầu năm 1943 tại Saratov. Một phần lớn các mẫu gen của ông đã bị đội thu thập khoa học đặc biệt của Đức quốc xã lấy đi năm 1943, và được chuyển tới Viện di truyền học thực vật của SS, đặt tại lâu đài Lannach gần Graz, Áo. Tuy nhiên, đội này chỉ lấy được các mẫu lưu trữ tại vùng lãnh thổ bị quân Đức chiếm đóng, chủ yếu tại Ukraina và Krym. Ngân hàng gen chính tại Leningrad không bị ảnh hưởng. Người lãnh đạo của đội thu thập khoa học đặc biệt của Đức là Heinz Brücher (1915-1991), một quan chức SS, đồng thời cũng là một chuyên gia về di truyền học thực vật.
Hiện nay, Viện trồng trọt toàn Nga mang tên Vavilov ở St. Peterburg vẫn là một trong những bộ sưu tập lớn nhất thế giới về vật liệu di truyền học thực vật. Viện này bắt đầu như là Phòng thực vật học ứng dụng năm 1894 và được tổ chức lại năm 1924 thành Viện Nghiên cứu Thực vật học ứng dụng và giống cây trồng mới Liên Xô, năm 1930 thành Viện Nghiên cứu trồng trọt Liên Xô. Vavilov là giám đốc viện này từ 1921 tới 1940. Năm 1962, Viện mang tên ông nhân dịp kỷ niệm 75 năm ngày sinh của Vavilov.

### Các cuộc khảo sát chính
- 1916: Khảo sát tại Iran (Hamadan và Khorasan) và Pamir (Shungan, Rushan và Khorog).
- 1921: Chuyến đi làm quen tới Canada (Ontario) và Hoa Kỳ (New York, Pennsylvania, Maryland, Virginia, Bắc và Nam Carolina, Kentucky, Indiana, Illinois, Iowa, Wisconsin, Minnesota, Bắc và Nam Dakota, Wyoming, Colorado, Arizona, California, Oregon, Maine).
- 1924: Khảo sát tại Afghanistan (Herat, Afghan Turkestan, Gaimag, Bamian, Hindu Kush, Badakhshan, Kafiristan, Jalalabad, Kabul, Herat, Kandahar, Baquia, Helmand, Farakh, Sehistan), cùng D.D. Bukinich và V.N. Lebedev.
- 1925: Khảo sát tại Khoresm (Khiva, Novyi Urgench, Gurlen, Tashauz).
- 1926-1927: Khảo sát tại các quốc gia và vùng lãnh thổ ven Địa Trung Hải (Pháp, Syria, Palestine, Transjordan, Algérie, Maroc, Tunisia, Hy Lạp, Sicilia, Sardinia, Síp, Crete, Italia, Tây Ban Nha, Bồ Đào Nha, Ai Cập, trong đó Gudzoni được khảo sát theo yêu cầu của Vavilov) và tại Abyssinia (Djibouti, Addis Ababa, hai bờ sông Nin, hồ Tsana), Eritrea (Massaua) và Yemen (Hodeida, Jidda, Hedjas).
- 1927: Khảo sát khu vực miền núi tại Württemberg, Bayern (Đức).
- 1929: Khảo sát tại Tân Cương, Trung Quốc (Kashgar (Khách Thập), Uch-Turfan (Ô Thập), Aksu (A Khắc Tô), Kucha (Khố Xa), Urumchi (Ô Lỗ Mộc Tề), Kulja hay Yining (Y Ninh), Yarkand (Sa Xa), Hotan (Hòa Điền)) cùng M.G. Popov, sau đó một mình tại Đài Loan, Nhật Bản (Honshu, Kyushu, Hokkaido) và Triều Tiên.
- 1930: Khảo sát tại Hoa Kỳ (Florida, Louisiana, Arizona, Texas, California), México, Guatemala và Honduras.
- 1932-1933: Chuyến đi tới Canada (Ontario, Manitoba, Saskatchewan, Alberta, British Columbia), Hoa Kỳ (Washington, Colorado, Montana, Kansas, Idaho, Louisiana, Arkansas, Arizona, California, Nebraska, Nevada, New Mexico, Bắc và Nam Dakota, Oklahoma, Oregon, Texas, Utah); khảo sát tại Cuba, Mexico (Yucatan), Ecuador (Cordilleras), Peru (hồ Titicaca, núi Puno, Cordilleras), Bolivia (Cordilleras), Chile (sông Panama), Brasil (Rio de Janeiro, Amazon), Argentina, Uruguay, Trinidad và Puerto Rico.
- 1921-1940: Các khảo sát hệ thống tại phần châu Âu của Nga và các khu vực tổng thể của vùng Kavkaz và Trung Á.

### Các danh hiệu khoa học
N.I.Vavilov là thành viên danh dự của:
- Hiệp hội thực vật học ứng dụng Anh
- Hiệp hội các nhà thử nghiệm thiên nhiên Tây Ban Nha
- Hiệp hội thực vật học Mỹ
- Hiệp hội làm vườn London

Cũng như 
- Viện sĩ Viện Hàn lâm Khoa học Argentina
- Viện sĩ thông tấn Viện Hàn lâm Khoa học Scotland
- Viện sĩ thông tấn Viện Hàn lâm Khoa học Đức

## Tác phẩm

### Tiếng Nga
- "О происхождении культурной ржи" (Về nguồn gốc lúa mạch đen gieo trồng). Tác phẩm về thực vật học ứng dụng. 1917. Quyển 10. Số 7/10. trang 561-590.
- "Закон гомологических рядов в наследственной изменчивости" (Quy luật các dãy đồng đẳng trong đột biến di truyền). Báo cáo tại Đại hội chọn giống toàn Nga lần 3 tại Saratov (4-6-1920), Saratov: Chi nhánh ấn loát của tỉnh, 1920.
- "К познанию мягких пшениц: (Систематически-географический очерк)" (Nhận thức về các dạng lúa mì mềm: (Ký sự hệ thống hóa-địa lý)), tác phẩm về thực vật học, di truyền học và chọn lọc ứng dụng. 1922/1923. Quyển 13. Số 1. Trang 149-257.
- Центры происхождения культурных растений.(Các trung tâm phát sinh giống cây trồng). Leningrad, Nhà in Gutenberg, 1926.
- Географическая изменчивость растений (Sự biến đổi địa lý của thực vật). Nauchnoye slovo. 1928. Số 1, trang 23-33.
- Линнеевский вид как система. (Loài Linaeus như một hệ thống) Тác phẩm về thực vật học, di truyền và chọn lọc ứng dụng. 1931. quyển 26, ấn bản lần 3, trang 109-134.
- Селекция как наука (Chọn lọc như một khoa học) (1934).
- Quy luật các dãy đồng đẳng trong đột biến di truyền Lưu trữ ngày 11 tháng 1 năm 2012 tại Wayback Machine. Cơ sở lý thuyết cho chọn lọc thực vật, Vavilov N. I. (chủ biên). Moskva; Leningrad: Nhà xuất bản nông nghiệp (Сельхозгиз), 1935. Quyển 1: Общая селекция растений (Chọn lọc thực vật đại cương). trang 75-128.
- Мировой опыт земледельческого освоения высокогорий (Kinh nghiệm thế giới về khai thác nông nghiệp vùng núi cao). Priroda. 1936. trang 74-83.
- Учение о происхождении культурных растений после Дарвина (Học thuyết nguồn gốc cây trồng sau Darwin), 1940.
- Избранные произведения (Tuyển tập chọn lọc), 2 quyển / F. Kh. Bakhteev chủ biên và bình luận. Leningrad, Nauka, 1967.
- Пять континентов (Năm châu)[9]. Krasnov A. N. Под тропиками Азии (Ở vùng nhiệt đới châu Á). Ấn bản lần 2, Moskva, Mysl, 1987.
- "Жизнь коротка, надо спешить" (Cuộc sống ngắn ngủi, cần phải vội). Moskva: Nhà xuất bản nước Nga hiện đại, 1990
- Cùng Bukinich D. D. "Земледельческий Афганистан" (Afganistan nông nghiệp). Phụ lục số 33. cho tác phẩm về thực vật học, di truyền học và chọn giống ứng dụng, 1929.
- Cùng G. S. Zaitsev. Priroda. 1929. trang 581-582.

### Dịch ra tiếng Anh
- The Origin, Variation, Immunity and Breeding of Cultivated Plants (K. Starr Chester dịch). 1951. Chronica Botanica 13:1–366
- Origin and Geography of Cultivated Plants (Doris Love dịch). 1992. Nhà in Đại học Cambridge, Cambridge. ISBN 0-521-40427-4
- Five Continents (Doris Love dịch). 1997. IPGRI, Roma; VIR, St. Peterburg ISBN 92-9043-302-7

## Tên gọi khoa học

### Vinh danh ông
- Aegilops vavilovii (Zhuk.) Chennav., 1960
- Allium vavilovii Popov & Vved., 1932
- Amygdalus vavilovii Popov, 1929
- Astragalus vavilovii Fed. & Tamamsch., 1937
- Centaurea vavilovii Takht. & Gabrieljan, 1987
- Cousinia vavilovii Kult., 1926
- Gastropyrum vavilovii (Zhuk.) Á.Löve, 1984
- Oxytropis vavilovii Vassilcz., 1980
- Phlomis vavilovii Popov, 1926
- Phlomoides vavilovii (Popov) Adylov, Kamelin & Makhm., 1987
- Piptatherum vavilovii (Roshev.) Roshev., 1951
- Prunus × vavilovii (Popov) A.E.Murray, 1969
- Pyrus vavilovii Popov, 1929
- Scorzonera vavilovii Kult., 1937
- Secale vavilovii Grossh., 1924
- Solanum vavilovii Juz. & Bukasov, 1937
- Thymus vavilovii Klokov, 1973
- Triticum vavilovii var. vavilovomilturum Udachin, 1978

### Do Vavilov tham gia miêu tả
- Avena nudibrevis Vavilov, 1926
- Hordeum pamiricum Vavilov, 1922
- Linum dehiscens Vavilov & Elladi, 1940
- Linum indehiscens (Neilr.) Vavilov & Elladi, 1940
- Secale afghanicum (Vavilov) Roshev., 1947
- Secale dighoricum (Vavilov) Roshev., 1947
- Triticum persicum Vavilov, 1919